# カータレット (攻撃輸送艦)
カータレット（英語: USS Carteret (APA-70)）は、アメリカ海軍の攻撃輸送艦。ギリアム級攻撃輸送艦の14番艦。艦名はノースカロライナ州南東部に位置するカータレット郡にちなむ。

## 艦歴

### 太平洋戦争
1944年8月15日、アメリカ海事委員会契約のもと、カリフォルニア州ウィルミントンのコンソリデーテッド・スチール社造船所にて進水。同年12月2日に海軍に取得され、翌日就役。J・L・ハンター大佐指揮下で太平洋艦隊に配属された。1945年1月24日、兵員を乗せてカリフォルニア州サンディエゴを離れ、真珠湾へと向かった。
サイパン島へと向かう途中、激戦が続く硫黄島にて兵員と装備を揚陸する。支援のためにしばらく停泊したが、3月2日に死傷者を乗せてサイパンへと出航した。
3月19日、兵員と装備を積載するため、ツラギ及びエスピリトゥサント島に到着。4月9日、沖縄に到着。以後1週間、昼間は揚陸のパターンをこなし、夜間は沖へと退避した。「カミカゼ」の攻撃を受けることなく、4月23日に補修のためウルシー環礁へと後退した。
5月16日にパラオ、セブ島、サン・ペドロ湾に向けて出港。各地でサンフランシスコに向かう乗客を乗せ、太平洋を渡り6月27日に入港。ワシントン州シアトルで短期間補修を受けた後、7月17日に兵員・設備の展開のため再び太平洋に戻った。

### 戦後
太平洋各地から仁川へと進駐軍兵士を輸送する任務に当たる。1945年10月24日から1946年3月2日まで、米兵を日本や沖縄から米本土に帰還させる船団に2度加わった。
真珠湾で特別訓練を受けた後、5月28日から8月27日までビキニ環礁で実施された核実験・クロスロード作戦に第1統合任務部隊の一員として参加。1946年8月6日に退役し、クェゼリン環礁に曳航された。1948年4月19日、重巡洋艦トレドによって撃沈された。